# Jussi Tapio (hokeista)
Jussi Tapio (ur. 10 kwietnia 1986 w Turku) – fiński hokeista.

## Kariera
- Kiekko-67 U16 (2001-2002)
- Kiekko-67 U18 (2001-2002
- TPS U18 (2002-2004)
- TPS U20 (2003-2005)
- Lukko U20 (2005-2007)
  -  Lukko (2005-2007)
  -  FPS (2006-2007)
- Hokki (2007-2008)
- TuTo (2008-2010)
- TPS (2010-2011)
- Sport (2011-2012)
- AaB Ishockey (2012-2013)
- Asplöven HC (2012-2013)
- Odense Bulldogs (2013)
- Sport (2013-2014)
- Újpesti TE (2014-2015)
- Podhale Nowy Targ (2015-2016)
- EHC Freiburg (2016)
- 1. EV Weiden (2016)
- EK Zell am See (2017)
- Malax IF (2017-2018)

Wychowanek klubu TPS w rodzinnym mieście Turku. W karierze występował w rodzimych ligach fińskich Mestis i Liiga. Ponadto grał w superlidze duńskiej., szwedzkiej Allsvenskan, węgierskich rozgrywkach MOL Liga. Od maja 2015 zawodnik Podhala Nowy Targ w rozgrywkach Polskiej Hokej Ligi. Latem 2015 zawodnikiem tej drużyny został jego rodak Jarmo Jokila, z którym razem występował także we wcześniejszych latach. Po sezonie 2015/2016 odszedł z Podhala. Od lipca do sierpnia 2016 zawodnik EHC Freiburg. Od września do końca października 2016 zawodnik 1. EV Weiden. Od maja do listopada 2017 był graczem austriackiego EK Zell am See.
Był reprezentantem kadr juniorskich Finlandii do lat 16 i do lat 17. W trakcie kariery określany pseudonimem Tapsa.

## Sukcesy

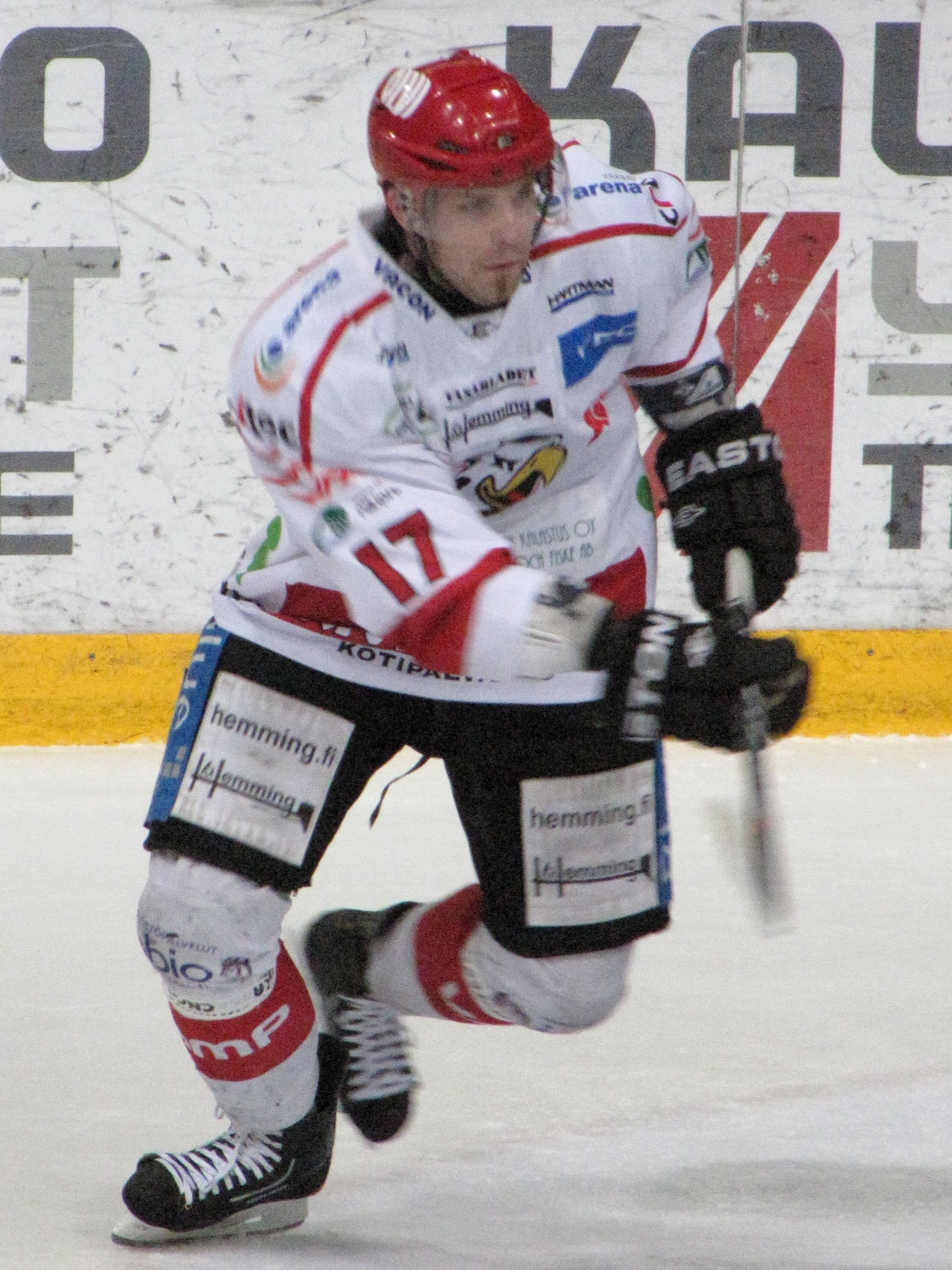
Jussi Tapio w barwach Vaasan Sport (2012)

Klubowe
- Srebrny medal Jr. A SM-sarja: 2005 z TPS U20
- Srebrny medal Mestis: 2008 z Hokki
- Czwarte miejsce w Mestis: 2009 z TuTo
- Złoty medal Mestis: 2012 z Vassan Sport
- Finał Pucharu Polski: 2015 z Podhalem Nowy Targ
- Brązowy medal mistrzostw Polski: 2016 z Podhalem Nowy Targ

Indywidualne
- Mestis 2009/2010:
  - Siódme miejsce w klasyfikacji strzelców w sezonie zasadniczym: 22 gole
  - Siódme miejsce w klasyfikacji asystentów w sezonie zasadniczym: 26 asyst
  - Siódme miejsce w klasyfikacji kanadyjskiej w sezonie zasadniczym: 48 punktów
- Mestis 2011/2012:
  - Trzecie miejsce w klasyfikacji strzelców w sezonie zasadniczym: 16 goli
  - Drugie miejsce w klasyfikacji asystentów w sezonie zasadniczym: 31 asyst
  - Pierwsze miejsce w klasyfikacji kanadyjskiej w sezonie zasadniczym: 47 punktów
  - Trzecie miejsce w klasyfikacji strzelców w fazie play-off: 6 goli
  - Pierwszy skład gwiazd
  - Najlepszy napastnik sezonu